# تارنووکا (شهرستان زوتوف)
تارنووکا (به لهستانی:  Tarnówka) یک روستا در لهستان است که در گمینا تارنووکا واقع شده‌است. تارنووکا ۱٬۳۰۰ نفر جمعیت دارد.